# Dicranomyia distans
Dicranomyia distans är en tvåvingeart som beskrevs av Osten Sacken 1860. Dicranomyia distans ingår i släktet Dicranomyia och familjen småharkrankar. Inga underarter finns listade i Catalogue of Life.